# Szmarnoje (sielsowiet glebowski)
Szmarnoje (ros. Шмарное) – wieś (ros. деревня, trb. dieriewnia) w zachodniej Rosji, w sielsowiecie glebowskim rejonu fatieżskiego w obwodzie kurskim.

## Geografia
Miejscowość położona jest nad ruczajem Szmarnyj (lewy dopływ Usoży w dorzeczu Swapy), 0,3 km od centrum administracyjnego sielsowietu (Zykowka), 8 km na wschód od centrum administracyjnego rejonu (Fatież), 41 km na północny zachód od Kurska, 8 km od drogi magistralnej (federalnego znaczenia) M2 «Krym» (część trasy europejskiej E105).
We wsi znajduje się 47 posesji.
Klimat
Miejscowość, jak i cały rejon, znajduje się w strefie klimatu kontynentalnego z łagodnym ciepłym latem i równomiernie rozłożonymi opadami rocznymi (Dfb w klasyfikacji klimatów Köppena).

## Demografia
W 2010 r. wieś zamieszkiwały 132 osoby.